# You Can't Do That on Stage Anymore, Vol. 1
You Can't Do That on Stage Anymore, Vol. 1 è un album live di Frank Zappa, pubblicato nel 1988.

## Tracce
Tutti i brani sono di Frank Zappa, tranne dove indicato.

### Disco uno
1. The Florida Airport Tape – 2:03 (Kaylan, Volman, Zappa)
2. Once Upon a Time – 4:37 (Zappa, Volman)
3. Sofa No. 1 – 2:53
4. The Mammy Anthem – 5:41
5. You Didn't Try to Call Me – 3:39
6. Diseases of the Band – 2:22
7. Tryin' to Grow a Chin – 3:44
8. Let's Make The Water Turn Black – 3:27
9. The Groupie Routine – 5:41
10. Ruthie-Ruthie – 2:57 (Berry, Brock)
11. Babbette – 3:35
12. I'm the Slime – 3:13
13. Big Swifty – 8:46
14. Don't Eat the Yellow Snow – 20:16

### Disco due
1. Plastic People - 4:38 - (Berry, Zappa)
2. The Torture Never Stops - 15:48
3. Fine Girl - 2:55
4. Zomby Woof - 5:39
5. Sweet Leilani - 2:39 - (Owens)
6. Oh No - 4:34
7. Be in My Video - 3:29
8. The Deathless Horsie - 5:29
9. The Dangerous Kitchen - 1:49
10. Dumb All Over - 4:20
11. Heavenly Bank Account - 4:05
12. Suicide Chump - 4:55
13. Tell Me You Love Me - 2:09
14. Sofa No. 2 - 3:00